# Ragnhild Hveger
Ragnhild Hveger (n. 10 decembrie 1920, Nyborg, regiunea Syddanmark, Danemarca – d. 1 decembrie 2011) a fost o înotătoare daneză, medaliată olimpică. A participat la 2 ediții ale Jocurilor Olimpice (1936, 1952) în care a câștigat o medalie de argint.